# Yomari

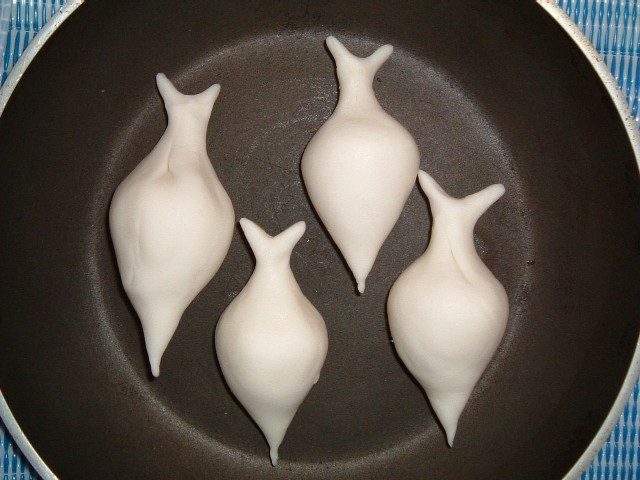
Yomari nepalês

O yomari, yamari, ou yoh-mari (योह-मरी em nepali) é uma sobremesa tradicional da comunidade dos neuaris, no Nepal, que consiste em uma pequena bolinha de farinha de arroz cozida ao vapor e recheado com sementes de gergelim e chaku, uma espécie de mistura feita de sakkhar (rapadura do Nepal) e ghi. O nome yomari vem do newar "yoh", que significa "gostar" e "mari", que significa "iguaria".

## História
Este prato tem um papel importante na comunidade newar, devido à sua presença chave durante ofestival de Yomari Punhi, que celebra o fim da colheita. Durante a festividade, yomari são preparados e oferecidos aos deuses. Embora este festival tenha suas raízes na comunidade newar agricultora, hoje é comemorado em quase todas as casas de neuaris em Kathmandu e região.
Os neuaris também têm o costume de cozinhar yomari para o aniversário de crianças, a cada dois anos, entre os 2 e os 12 anos. Também se prepara yomari em outras ocasiões de celebração, como um nascimento ou uma festa de casamento, por ser considerado um alimento auspicioso.

## Preparação

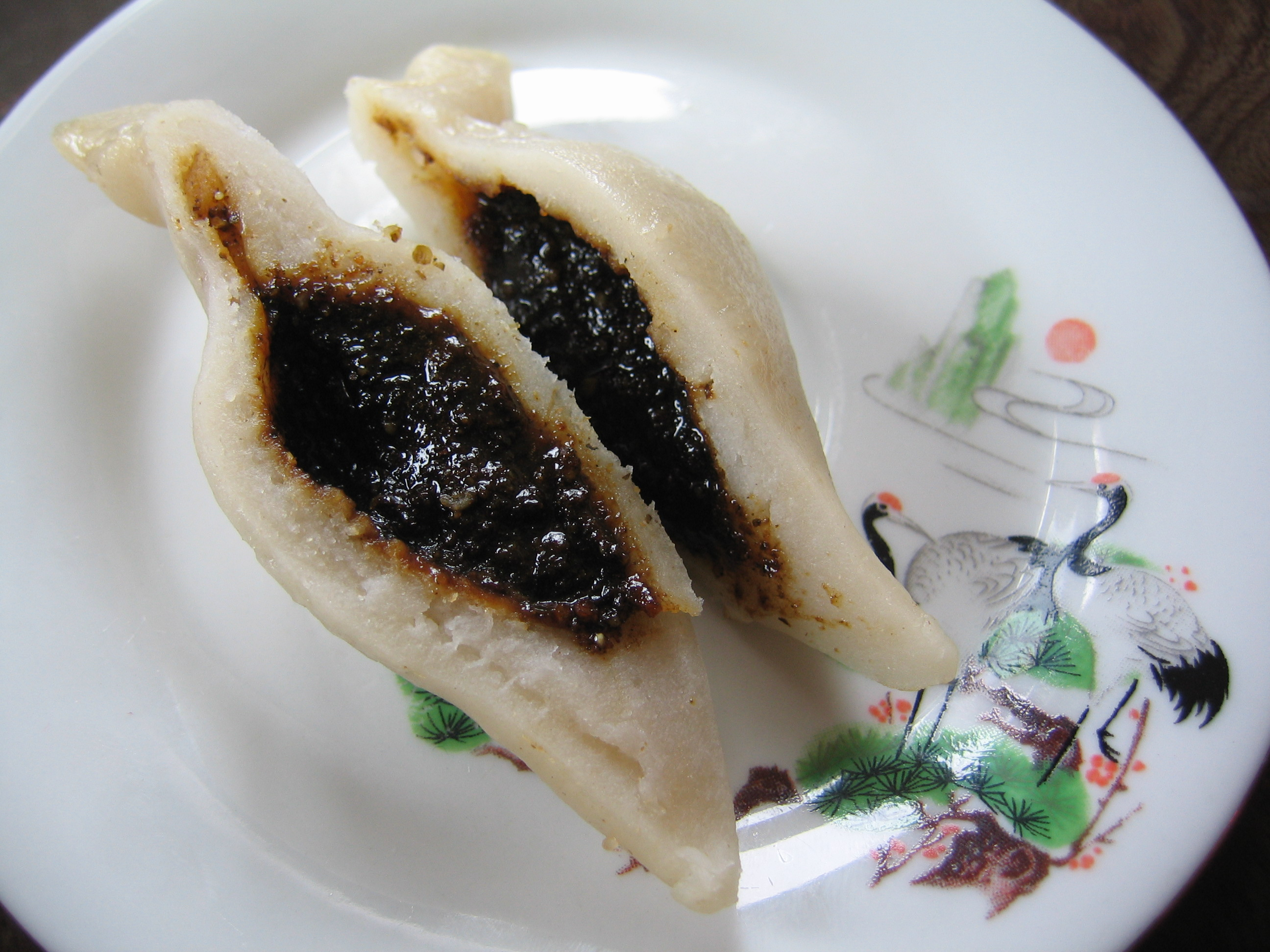
Yomari cortado mostrando seu recheio

O yomari é um prato simples e rápido de fazer. A farinha de arroz deve ser amassada para formar uma massa lisa e homogênea que é, em seguida, coberta com um pano úmido. O chaku, a guarnição de yomari, é então preparada, misturando ghi (manteiga clarificada) com sakkhari (produto bastante similar à rapadura). A massa é esticada e cortada em forma de pequenas bolsas, onde se coloca o chaku. Em seguida, o yomari é fechado e moldado, podendo ficar na forma de pequenos animais, de frutas ou de figuras de deuses ou deusas. A forma mais popular é o de um figo com a extremidade alongada. Os yomari são, em seguida, cozidos ao vapor e comidos quentes ou mornos.

## Festival
O festival de Yomari Punhi, que significa "lua cheia de yomari", é um dos mais populares na comunidade newar. Ele é celebrado todos os anos durante a lua cheia do mês de dezembro. O yomari é oferecido a Annapurna, a deusa da comida. O festival tem a duração de quatro dias, durante os quais yomari na forma dos deuses Kumar, Ganesh e Lakshmi são feitos. Eles só são consumidos no quarto e último dia como um tributo aos deuses.